# Hans Joachim von Bornstedt
Hans Joachim von Bornstedt (geb. 1679; gest. 1752) war ein preußischer Hauptmann und Landrat.

## Leben und Herkunft
Hans Joachim von Bornstedt war Erbherr auf Dolgen und stand als Hauptmann in kursächsischen Diensten. Um 1743 folgte er Friedrich Ludwig von Sydow als Landrat des Kreises Friedeberg in der Neumark. Das Amt als Landrat übte er bis zu seinem Tod im Jahr 1752 aus, Nachfolger wurde Christian von der Marwitz.

## Familie
Hans Joachim von Bornstedt war mit Maria Elisabeth (1699–1734), geb. von Ihlow, verheiratet. Aus der Ehe gingen drei Söhne hervor:
1. Johann Friedrich von Bornstedt (* 1719), als Major 1759 demissioniert.
2. Carl Wilhelm von Bornstedt (* 1723), Landrat des Kreises Friedeberg Nm. von 1765 bis 1770.
3. Joachim Ernst Sigismund (1725–1805), im Juni 1789 Obrist, 1790 pensioniert.